# Latinski savez
Latinski savez je naziv za konfederaciju gradova i naselja u italskoj pokrajini Laciju. Savez je nastao u sedmom stoljeću prije Krista radi obrane od zajedničkih, nelatinskih neprijatelja. Raspušten je 338. pr. Kr.

## Osnivanje
Osnovan je radi obrane od neprijatelja izvan Lacija, pogotovo Etruščana pod vodstvom grada Alba Longe. Nepotpuni dijelovi spisa Katona Starijeg govore da su u savezu od početka bili gradovi Tuskul, Aricij, Lanuvij, Lavinij, Cora, Pomecija, Tibur i Ardea.

## Odlika saveza
Iako su Latini živjeli u politički neovisnim gradovima, njihov zajednički jezik i kultura prouzročili su suradnju na područjima religije, zakona i ratovanja. Svi su Latini mogli učestvovati u kultovima zajedničkih božanstava, kao što je kult Penata u Laviniju, Junone u Lanuviju i Dijane u Ariciju i Rimu. Latini su slobodno sklapali međusobne brakove bez zakonskih prepreka. Kada bi posjećivali drugi latinski grad, mogli su s jednakom slobodom kupovati, prodavati, voditi sudsku parnicu, pa čak i koristiti glasačko pravo. Ako bi se Latin stalno nastanio u "nematičnom" latinskom gradu, postajao je punopravnim građaninom u novom prebivalištu. Iako su latinske države ponekada ratovale i među sobom, u slučajevima zajedničke opasnosti ujedinjavale su se radi zajedničke odbrane. Svaka je država davala vojsku prema svojoj snazi. Zapovjedništvo nad svim snagama povjeravano je konsenzusom jednoj osobi iz nekog od latinskih gradova. Ponekada su Latini osnivali i kolonije na neprijateljskom teritoriju, koje su služile kao istureni vojni položaji. One su postajale nove, nezavisne latinske države, koje su uživale ista prava kao i stare države. Da bi se opisao ovaj splet prava i obaveza danas se koristi termin "Latinski savez".
Prema antičkoj analističkoj predaji, posljednja tri rimska kralja, ne samo što su preobrazila Rim u pravi grad, nego su ga također načinili vođom Latinskog saveza. U toj tvrdnji vjerojatno ima pretjerivanja. Rimski su povjesničari rado opisivali rani Rim kao grad kome je sudbonosno bila predodređena njegova veličina, pa su ga stoga opisivali moćnijim nego što je on zaista bio. Rim je svakako postao jedna od važnijih država u Laciju tijekom šestog stoljeća prije Krista, ali su Tibur, Prenesta i Tuskul u to vrijeme, a i kasnije, bili podjednako važni. Uvjeti prvog sporazuma između Rima i Kartage, potpisanog 509. godine pr. Kr., koji je zabilježio grčki povjesničar Polibije (oko 150. pr. Kr.) prepuštali su Rimljanima (ili možda točnije, Latinima) obalni pojas u dužini od oko 100 km južno od Tibera kao područje njihova utjecaja u koju Kartažani nisu smjeli zadirati.
Brzi uspon Rima tijekom 6. stoljeća bilo je djelo njegovih etrurskih gospodara. Međutim grad je brzo opadao s padom etrurske vlasti u Kampaniji i Laciju oko 500. pr. Kr. Odmah poslije pada monarhije u Rimu, Porseninog zauzimanja Rima, njegovog poraza od Latina i povlačenja iz Rima, dolinu Lacija ugrožavali su susjedni italski narodi (Sabinjani, Ekvi, Volšćani), koji su proživljavali demografsku eksploziju i pokušavali steći novo zemljište. Stoga je vanjska politika Rima tijekom 5. stoljeća velikim dijelom usmjerena na pružanje pomoći Latinskom savezu da odbije napade ovih naroda. Međutim, mnogi su detalji Livijevog prikaza ovih borbi nepouzdani. Kako bi imali književnu temu dostojnu rimske veličine, Livijevi su analistički izvori ove sukobe opisali u najgrandioznijim terminima. Ipak, opisi vojske, vojnih činova, kastramentacije (tj. tehnike podizanja i utvrđivanja logora) i taktike pripadaju republici, a ne Rimu 5. stoljeća.

## Latinski rat
Latinski rat se od 340. pr. Kr. do 338. pr. Kr. vodio između Rimske Republike i njenih pobunjenih saveznika iz Latinskog saveza. Rat je završio rimskom pobjedom nakon koje je Latinski savez raspušten, a područje njegovih članova došla pod neposrednu rimsku vlast.
Povod za pobunu latinskih saveznika bio je rimski uspjeh u Prvom samnitskom ratu 341. pr. Kr., nakon koje se rimska vlast bila proširila na bogatu Kampaniju. Sljedeće godine je delegacija latinskih saveznika došla u Rim tražiti da se Savez preoblikuje tako da na sebe preuzme ovlasti Rimske Republike, odnosno da građani savezničkih gradova steknu pravo izbora u Senat, odnosno druge rimske institucije. Kada su Rimljani to odbili, došlo je do pobune među Latinima kojima su se priključili Kampanijci. Rimljanima je ostalo vjerno jedino latinsko pleme Laurentes, odnosno kampanijski vitezovi (equites).
Rimljane je iz nepovoljne situacije izvukao brzo sklopljeni savez sa Samnitima, njihovim dosadašnjim neprijateljima, isto kao i drakonske mjere kojima je konzul Tit Manlije uveo disciplinu u rimsku vojsku. Te su mjere urodile plodom kada je godine 340. pr. Kr. latinsko-kampanijska vojska poražena u bitci kod Vezuva. Godinu dana kasnije su latinski pobunjenici poraženi u bitci kod Trifanuma.
Iako su neka latinska plemena nastavila dugo godina pružati otpor, Latini su se morali pomiriti s nestankom Saveza, kao i s rimskom vlašću. Neki latinski gradovi su, pak, dobili status municipiuma, odnosno bili pretvoreni u rimske kolonije, postavši tako dio rimske države.